# Moto Guzzi Breva
La Breva è un modello di motocicletta naked prodotta dalla casa italiana Moto Guzzi dal 2003 al 2011.

## Il contesto
La Moto Guzzi introduce questa motocicletta naked turistica nel 2003 in un momento di grande rilancio del marchio avvenuto dopo l'acquisizione da parte di Aprilia. La prima versione prodotta fu la cosiddetta "serie piccola", la Breva 750ie che monta il classico bicilindrico trasversale a V di 90° con raffreddamento ad aria da 744 cm³. La realizzazione di questo primo modello venne fatta sulla base del preesistente Moto Guzzi Nevada con l'aggiunta però di un'iniezione elettronica Weber Marelli, precedentemente montata solo sui modelli "big block" come California e V11. Nel 2005 con l'acquisizione del marchio da parte del gruppo Piaggio la Breva viene riprogettata nella "serie grossa" che con la "piccola" condivide solo nome e impostazione stilistica. Questa nuova Breva viene inizialmente commercializzata nella versione equipaggiata anch'essa con la stessa tipologia di propulsore, con cilindrata però di 1064 cm³, in seguito con la 850 (877 cm³) e infine con la 1200 (1151 cm³). Nei modelli 750 e 850 cm³ il raffreddamento è ad aria, mentre nelle versioni 1100 e 1200 cm³ è previsto un piccolo radiatore per il raffreddamento dell'olio motore. La trasmissione finale è in tutti i modelli tramite cardano, sulle "serie grossa" è adottato il CA.R.C (Cardano Reattivo Compatto), brevetto Moto Guzzi, che ottimizza le prestazioni riducendo l'effetto di sollevamento tipico di questo schema meccanico.
La Breva 750ie è stata prodotta anche in due edizioni particolari a partire dal 2006. La versione Touring dotata di borse semi-rigide e parabrezza alto e una versione dedicata alla Polizia Municipale o Locale, questa è dotata in alcune versioni di carena.

## Le versioni
- Breva V750 i.e. (744 cm³) 2003 - 2011
- Breva V750 Touring (744 cm³) 2006 - 2011
- Breva 850 (877 cm³) 2006 - 2011
- Breva V1100 (1064 cm³) 2005 - 2011
- Breva V1200 (1151 cm³) 2008 - 2011

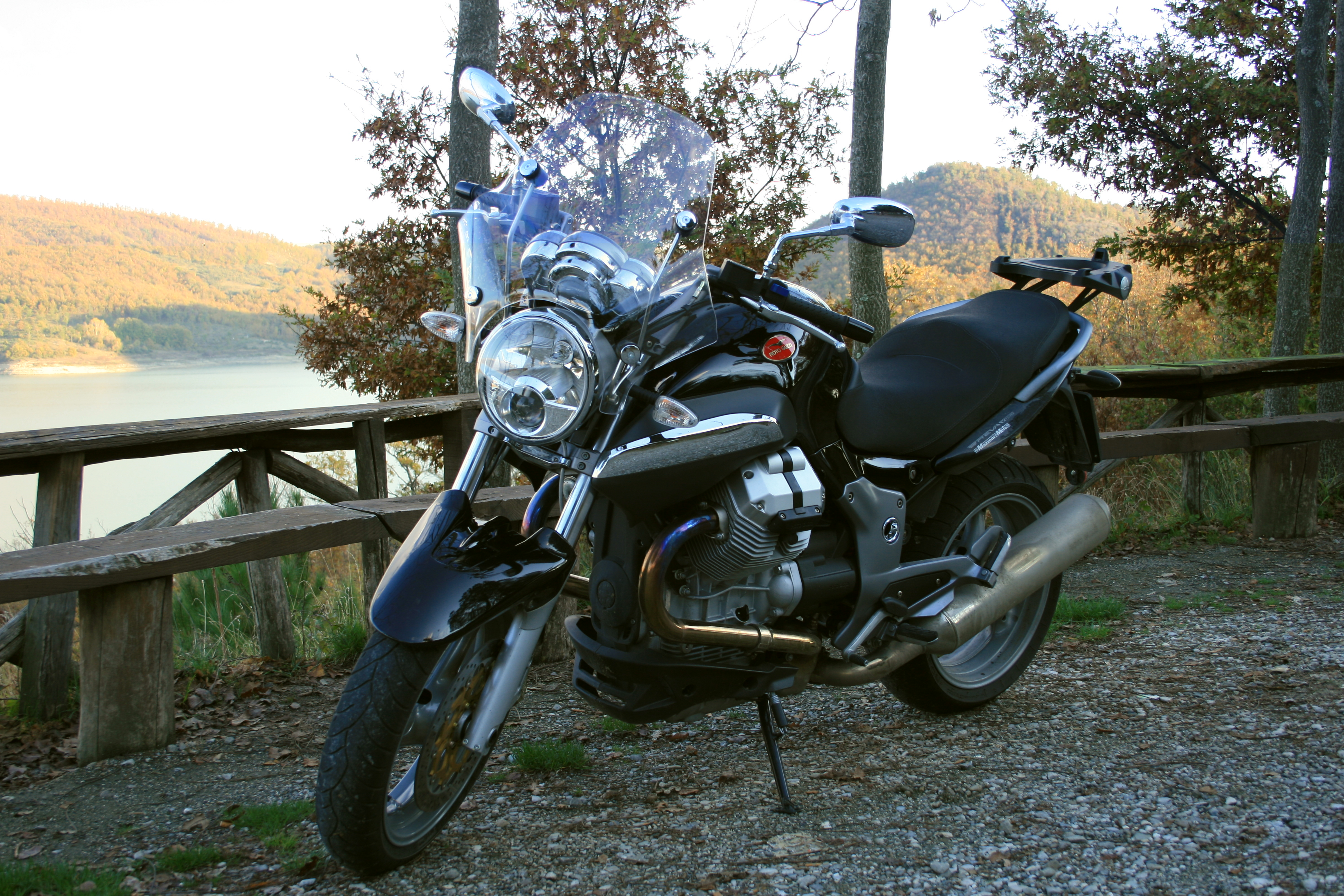
Moto Guzzi Breva 850

- Breva 750 2006 per Polizia Municipale o Locale

## Dati tecnici

### Ciclistica Breva 850, 1100 e 1200
- Avancorsa : 120 mm
- Inclinazione cannotto di sterzo : 25,30°
- Escursione ruota anteriore : 120 mm
- Escursione ruota posteriore : 140 mm
- Ruote : a tre razze cave in lega di alluminio fuse in conchiglia

### Impianto elettrico
- Tensione impianto : 12 V
- Batteria : 12 V - 18 Ah
- Alternatore : 12 V - 550 W

| Caratteristiche tecniche - Moto Guzzi Breva 750 | Caratteristiche tecniche - Moto Guzzi Breva 750 | Caratteristiche tecniche - Moto Guzzi Breva 750 | Caratteristiche tecniche - Moto Guzzi Breva 750 | Caratteristiche tecniche - Moto Guzzi Breva 750 | Caratteristiche tecniche - Moto Guzzi Breva 750 |
| --- | --- | --- | --- | --- | --- |
| | | | | | |
| Dimensioni e pesi | | | | | |
| Ingombri (lungh.×largh.×alt.) | 2170 × 720 × 1449 mm | 2170 × 720 × 1449 mm | 2170 × 720 × 1449 mm | 2170 × 720 × 1449 mm | 2170 × 720 × 1449 mm |
| Altezze | Sella: 790 mm - Minima da terra: 760 mm | Sella: 790 mm - Minima da terra: 760 mm | Sella: 790 mm - Minima da terra: 760 mm | Sella: 790 mm - Minima da terra: 760 mm | Sella: 790 mm - Minima da terra: 760 mm |
| Interasse: 1495 mm | Interasse: 1495 mm | Massa a vuoto: 182 kg | Massa a vuoto: 182 kg | Serbatoio: 17l (inclusa riserva di 5l) | Serbatoio: 17l (inclusa riserva di 5l) |
| Meccanica | | | | | |
| Tipo motore: bicilindrico a V di 90°, 4 tempi | Tipo motore: bicilindrico a V di 90°, 4 tempi | Tipo motore: bicilindrico a V di 90°, 4 tempi | Tipo motore: bicilindrico a V di 90°, 4 tempi | Raffreddamento: ad aria | Raffreddamento: ad aria |
| Cilindrata | 744 cm³ (Alesaggio 80 × Corsa 74 mm) | 744 cm³ (Alesaggio 80 × Corsa 74 mm) | 744 cm³ (Alesaggio 80 × Corsa 74 mm) | 744 cm³ (Alesaggio 80 × Corsa 74 mm) | 744 cm³ (Alesaggio 80 × Corsa 74 mm) |
| Distribuzione: 2 valvole in testa comandate da aste in lega leggera e bilancieri | Distribuzione: 2 valvole in testa comandate da aste in lega leggera e bilancieri | Distribuzione: 2 valvole in testa comandate da aste in lega leggera e bilancieri | Alimentazione: iniezione elettronica Weber-Marelli | Alimentazione: iniezione elettronica Weber-Marelli | Alimentazione: iniezione elettronica Weber-Marelli |
| Potenza: 35 kW (48 CV) a 6.800 giri/minuto | Potenza: 35 kW (48 CV) a 6.800 giri/minuto | Coppia: 55 N·m a 3.600 giri/minuto | Coppia: 55 N·m a 3.600 giri/minuto | Rapporto di compressione: 9,8 : 1 | Rapporto di compressione: 9,8 : 1 |
| Frizione: monodisco a secco | Frizione: monodisco a secco | Frizione: monodisco a secco | Cambio: a 5 marce | Cambio: a 5 marce | Cambio: a 5 marce |
| Accensione | digitale IDI con candela singola | digitale IDI con candela singola | digitale IDI con candela singola | digitale IDI con candela singola | digitale IDI con candela singola |
| Trasmissione | primaria : a denti elicoidali - finale a cardano | primaria : a denti elicoidali - finale a cardano | primaria : a denti elicoidali - finale a cardano | primaria : a denti elicoidali - finale a cardano | primaria : a denti elicoidali - finale a cardano |
| Avviamento | elettrico | elettrico | elettrico | elettrico | elettrico |
| Ciclistica | | | | | |
| Telaio | tubolare in acciaio ad alto limite di snervamento | tubolare in acciaio ad alto limite di snervamento | tubolare in acciaio ad alto limite di snervamento | tubolare in acciaio ad alto limite di snervamento | tubolare in acciaio ad alto limite di snervamento |
| Sospensioni | Anteriore: forcella di diametro 40 mm / Posteriore: Coppia di ammortizzatori da 95 mm regolabili nel precarico                                                                        | Anteriore: forcella di diametro 40 mm / Posteriore: Coppia di ammortizzatori da 95 mm regolabili nel precarico                                                                        | Anteriore: forcella di diametro 40 mm / Posteriore: Coppia di ammortizzatori da 95 mm regolabili nel precarico                                                                        | Anteriore: forcella di diametro 40 mm / Posteriore: Coppia di ammortizzatori da 95 mm regolabili nel precarico                                                                        | Anteriore: forcella di diametro 40 mm / Posteriore: Coppia di ammortizzatori da 95 mm regolabili nel precarico                                                                        |
| Freni | Anteriore: disco flottante in acciaio inox, Ø 320 mm, pinze a 4 pistoncini contrapposti / Posteriore: disco fisso in acciaio inox, Ø 270 mm, pinza flottante a 2 pistoncini paralleli | Anteriore: disco flottante in acciaio inox, Ø 320 mm, pinze a 4 pistoncini contrapposti / Posteriore: disco fisso in acciaio inox, Ø 270 mm, pinza flottante a 2 pistoncini paralleli | Anteriore: disco flottante in acciaio inox, Ø 320 mm, pinze a 4 pistoncini contrapposti / Posteriore: disco fisso in acciaio inox, Ø 270 mm, pinza flottante a 2 pistoncini paralleli | Anteriore: disco flottante in acciaio inox, Ø 320 mm, pinze a 4 pistoncini contrapposti / Posteriore: disco fisso in acciaio inox, Ø 270 mm, pinza flottante a 2 pistoncini paralleli | Anteriore: disco flottante in acciaio inox, Ø 320 mm, pinze a 4 pistoncini contrapposti / Posteriore: disco fisso in acciaio inox, Ø 270 mm, pinza flottante a 2 pistoncini paralleli |
| Pneumatici | anteriore 110/70 ZR17" - posteriore : 130/80 ZR17" | anteriore 110/70 ZR17" - posteriore : 130/80 ZR17" | anteriore 110/70 ZR17" - posteriore : 130/80 ZR17" | anteriore 110/70 ZR17" - posteriore : 130/80 ZR17" | anteriore 110/70 ZR17" - posteriore : 130/80 ZR17" |
| Altro | | | | | |
| Impianto di scarico | in acciaio inox, catalizzato a tre vie con sonda lambda | in acciaio inox, catalizzato a tre vie con sonda lambda | in acciaio inox, catalizzato a tre vie con sonda lambda | in acciaio inox, catalizzato a tre vie con sonda lambda | in acciaio inox, catalizzato a tre vie con sonda lambda |
| Omologazione | Euro 2 | Euro 2 | Euro 2 | Euro 2 | Euro 2 |
| Fonte dei dati: http://www.moto.it/listino/moto-guzzi/breva-v-750-i-e/breva-v-750-i-e/wesTfU http://www.dueruote.it/nuovo/moto-guzzi/moto-guzzi-breva-750-1283-2/ http://www.motocicliste.net/moto/guzzibreva.asp | | | | | |

| Caratteristiche tecniche - Moto Guzzi Breva 850 | Caratteristiche tecniche - Moto Guzzi Breva 850 | Caratteristiche tecniche - Moto Guzzi Breva 850 | Caratteristiche tecniche - Moto Guzzi Breva 850 | Caratteristiche tecniche - Moto Guzzi Breva 850 | Caratteristiche tecniche - Moto Guzzi Breva 850 |
| --- | --- | --- | --- | --- | --- |
| | | | | | |
| Dimensioni e pesi | | | | | |
| Ingombri (lungh.×largh.×alt.) | 2195 × 870 × 1125 mm | 2195 × 870 × 1125 mm | 2195 × 870 × 1125 mm | 2195 × 870 × 1125 mm | 2195 × 870 × 1125 mm |
| Altezze | Sella: 800 mm - Minima da terra: 185 mm | Sella: 800 mm - Minima da terra: 185 mm | Sella: 800 mm - Minima da terra: 185 mm | Sella: 800 mm - Minima da terra: 185 mm | Sella: 800 mm - Minima da terra: 185 mm |
| Interasse: 1495 mm | Interasse: 1495 mm | Massa a vuoto: 231 kg | Massa a vuoto: 231 kg | Serbatoio: 23l (inclusa riserva di 4l) | Serbatoio: 23l (inclusa riserva di 4l) |
| Meccanica | | | | | |
| Tipo motore: bicilindrico a V di 90°, 4 tempi | Tipo motore: bicilindrico a V di 90°, 4 tempi | Tipo motore: bicilindrico a V di 90°, 4 tempi | Tipo motore: bicilindrico a V di 90°, 4 tempi | Raffreddamento: ad aria | Raffreddamento: ad aria |
| Cilindrata | 877 cm³ (Alesaggio 92 × Corsa 66 mm) | 877 cm³ (Alesaggio 92 × Corsa 66 mm) | 877 cm³ (Alesaggio 92 × Corsa 66 mm) | 877 cm³ (Alesaggio 92 × Corsa 66 mm) | 877 cm³ (Alesaggio 92 × Corsa 66 mm) |
| Distribuzione: 2 valvole in testa comandate da aste in lega leggera e bilancieri | Distribuzione: 2 valvole in testa comandate da aste in lega leggera e bilancieri | Distribuzione: 2 valvole in testa comandate da aste in lega leggera e bilancieri | Alimentazione: iniezione elettronica Weber-Marelli multipoint | Alimentazione: iniezione elettronica Weber-Marelli multipoint | Alimentazione: iniezione elettronica Weber-Marelli multipoint |
| Potenza: 53 kW (72,1 CV) a 7.700 giri/minuto | Potenza: 53 kW (72,1 CV) a 7.700 giri/minuto | Coppia: 66 N·m a 6.000 giri/minuto | Coppia: 66 N·m a 6.000 giri/minuto | Rapporto di compressione: 9,8 : 1 | Rapporto di compressione: 9,8 : 1 |
| Frizione: a secco | Frizione: a secco | Frizione: a secco | Cambio: a 6 marce | Cambio: a 6 marce | Cambio: a 6 marce |
| Accensione | digitale IDI con doppia candela | digitale IDI con doppia candela | digitale IDI con doppia candela | digitale IDI con doppia candela | digitale IDI con doppia candela |
| Trasmissione | primaria : a denti elicoidali - finale a cardano reattivo compatto CA.R.C. | primaria : a denti elicoidali - finale a cardano reattivo compatto CA.R.C. | primaria : a denti elicoidali - finale a cardano reattivo compatto CA.R.C. | primaria : a denti elicoidali - finale a cardano reattivo compatto CA.R.C. | primaria : a denti elicoidali - finale a cardano reattivo compatto CA.R.C. |
| Avviamento | elettrico | elettrico | elettrico | elettrico | elettrico |
| Ciclistica | | | | | |
| Telaio | doppia culla in tubi d'acciaio ad alto limite di snervamento | doppia culla in tubi d'acciaio ad alto limite di snervamento | doppia culla in tubi d'acciaio ad alto limite di snervamento | doppia culla in tubi d'acciaio ad alto limite di snervamento | doppia culla in tubi d'acciaio ad alto limite di snervamento |
| Sospensioni | Anteriore: forcella rovesciata diametro 45 mm regolabile (precarico molla) escursione 120mm / Posteriore: monobraccio con leveraggio progressivo, monoammortizzatore completamente regolabile (precarico molla e idraulica in estensione e compressione) escursione 140mm | Anteriore: forcella rovesciata diametro 45 mm regolabile (precarico molla) escursione 120mm / Posteriore: monobraccio con leveraggio progressivo, monoammortizzatore completamente regolabile (precarico molla e idraulica in estensione e compressione) escursione 140mm | Anteriore: forcella rovesciata diametro 45 mm regolabile (precarico molla) escursione 120mm / Posteriore: monobraccio con leveraggio progressivo, monoammortizzatore completamente regolabile (precarico molla e idraulica in estensione e compressione) escursione 140mm | Anteriore: forcella rovesciata diametro 45 mm regolabile (precarico molla) escursione 120mm / Posteriore: monobraccio con leveraggio progressivo, monoammortizzatore completamente regolabile (precarico molla e idraulica in estensione e compressione) escursione 140mm | Anteriore: forcella rovesciata diametro 45 mm regolabile (precarico molla) escursione 120mm / Posteriore: monobraccio con leveraggio progressivo, monoammortizzatore completamente regolabile (precarico molla e idraulica in estensione e compressione) escursione 140mm |
| Freni | Anteriore: doppio disco flottante in acciaio inox, Ø 320 mm, pinze a 4 pistoncini contrapposti / Posteriore: disco fisso in acciaio inox, Ø 282 mm, pinza flottante a 2 pistoncini paralleli                                                                              | Anteriore: doppio disco flottante in acciaio inox, Ø 320 mm, pinze a 4 pistoncini contrapposti / Posteriore: disco fisso in acciaio inox, Ø 282 mm, pinza flottante a 2 pistoncini paralleli                                                                              | Anteriore: doppio disco flottante in acciaio inox, Ø 320 mm, pinze a 4 pistoncini contrapposti / Posteriore: disco fisso in acciaio inox, Ø 282 mm, pinza flottante a 2 pistoncini paralleli                                                                              | Anteriore: doppio disco flottante in acciaio inox, Ø 320 mm, pinze a 4 pistoncini contrapposti / Posteriore: disco fisso in acciaio inox, Ø 282 mm, pinza flottante a 2 pistoncini paralleli                                                                              | Anteriore: doppio disco flottante in acciaio inox, Ø 320 mm, pinze a 4 pistoncini contrapposti / Posteriore: disco fisso in acciaio inox, Ø 282 mm, pinza flottante a 2 pistoncini paralleli                                                                              |
| Pneumatici | anteriore 120/70 ZR17" - posteriore : 180/55 ZR17" | anteriore 120/70 ZR17" - posteriore : 180/55 ZR17" | anteriore 120/70 ZR17" - posteriore : 180/55 ZR17" | anteriore 120/70 ZR17" - posteriore : 180/55 ZR17" | anteriore 120/70 ZR17" - posteriore : 180/55 ZR17" |
| Altro | | | | | |
| Impianto di scarico | in acciaio inox, 2 in 1 catalizzato a tre vie con sonda lambda | in acciaio inox, 2 in 1 catalizzato a tre vie con sonda lambda | in acciaio inox, 2 in 1 catalizzato a tre vie con sonda lambda | in acciaio inox, 2 in 1 catalizzato a tre vie con sonda lambda | in acciaio inox, 2 in 1 catalizzato a tre vie con sonda lambda |
| Omologazione | Euro 3 | Euro 3 | Euro 3 | Euro 3 | Euro 3 |
| Fonte dei dati: http://www.dueruote.it/nuovo/moto-guzzi/moto-guzzi-breva-850/ http://www.moto.it/listino/moto-guzzi/breva-850/breva-850-2006-11/gZK0ZT http://www.motoinfo.it/schede-tecniche-moto/schede.php?recordid=97 | | | | | |

| Caratteristiche tecniche - Moto Guzzi Breva 1100                                               | Caratteristiche tecniche - Moto Guzzi Breva 1100 | Caratteristiche tecniche - Moto Guzzi Breva 1100 | Caratteristiche tecniche - Moto Guzzi Breva 1100 | Caratteristiche tecniche - Moto Guzzi Breva 1100 | Caratteristiche tecniche - Moto Guzzi Breva 1100 |
| ---------------------------------------------------------------------------------------------- | --- | --- | --- | --- | --- |
|                                                                                                | | | | | |
| Dimensioni e pesi                                                                              | | | | | |
| Ingombri (lungh.×largh.×alt.)                                                                  | 2195 × 870 × 1125 mm | 2195 × 870 × 1125 mm | 2195 × 870 × 1125 mm | 2195 × 870 × 1125 mm | 2195 × 870 × 1125 mm |
| Altezze                                                                                        | Sella: 800 mm - Minima da terra: 185 mm | Sella: 800 mm - Minima da terra: 185 mm | Sella: 800 mm - Minima da terra: 185 mm | Sella: 800 mm - Minima da terra: 185 mm | Sella: 800 mm - Minima da terra: 185 mm |
| Interasse: 1495 mm                                                                             | Interasse: 1495 mm | Massa a vuoto: 248 kg | Massa a vuoto: 248 kg | Serbatoio: 23l (inclusa riserva di 4l | Serbatoio: 23l (inclusa riserva di 4l |
| Meccanica                                                                                      | | | | | |
| Tipo motore: bicilindrico a V di 90°, 4 tempi                                                  | Tipo motore: bicilindrico a V di 90°, 4 tempi | Tipo motore: bicilindrico a V di 90°, 4 tempi | Tipo motore: bicilindrico a V di 90°, 4 tempi | Raffreddamento: aria-olio | Raffreddamento: aria-olio |
| Cilindrata                                                                                     | 1.064 cm³ (Alesaggio 92 × Corsa 80 mm) | 1.064 cm³ (Alesaggio 92 × Corsa 80 mm) | 1.064 cm³ (Alesaggio 92 × Corsa 80 mm) | 1.064 cm³ (Alesaggio 92 × Corsa 80 mm) | 1.064 cm³ (Alesaggio 92 × Corsa 80 mm) |
| Distribuzione: 2 valvole in testa comandate da aste in lega leggera e bilancieri               | Distribuzione: 2 valvole in testa comandate da aste in lega leggera e bilancieri | Distribuzione: 2 valvole in testa comandate da aste in lega leggera e bilancieri | Alimentazione: iniezione elettronica Weber-Marelli con stepper motor | Alimentazione: iniezione elettronica Weber-Marelli con stepper motor | Alimentazione: iniezione elettronica Weber-Marelli con stepper motor |
| Potenza: 63 kW (86 CV) a 7.800 giri/minuto                                                     | Potenza: 63 kW (86 CV) a 7.800 giri/minuto | Coppia: 85 N·m a 6.000 giri/minuto | Coppia: 85 N·m a 6.000 giri/minuto | Rapporto di compressione: 9,8 : 1 | Rapporto di compressione: 9,8 : 1 |
| Frizione: a secco                                                                              | Frizione: a secco | Frizione: a secco | Cambio: a 6 marce | Cambio: a 6 marce | Cambio: a 6 marce |
| Accensione                                                                                     | digitale IDI con doppia candela | digitale IDI con doppia candela | digitale IDI con doppia candela | digitale IDI con doppia candela | digitale IDI con doppia candela |
| Trasmissione                                                                                   | primaria : a denti elicoidali - finale a cardano reattivo compatto CA.R.C. | primaria : a denti elicoidali - finale a cardano reattivo compatto CA.R.C. | primaria : a denti elicoidali - finale a cardano reattivo compatto CA.R.C. | primaria : a denti elicoidali - finale a cardano reattivo compatto CA.R.C. | primaria : a denti elicoidali - finale a cardano reattivo compatto CA.R.C. |
| Avviamento                                                                                     | elettrico | elettrico | elettrico | elettrico | elettrico |
| Ciclistica                                                                                     | | | | | |
| Telaio                                                                                         | tubolare in acciaio ad alto limite di snervamento | tubolare in acciaio ad alto limite di snervamento | tubolare in acciaio ad alto limite di snervamento | tubolare in acciaio ad alto limite di snervamento | tubolare in acciaio ad alto limite di snervamento |
| Sospensioni                                                                                    | Anteriore: forcella rovesciata diametro 45 mm regolabile (precarico molla) escursione 120mm / Posteriore: monobraccio con leveraggio progressivo, monoammortizzatore completamente regolabile (precarico molla e idraulica in estensione e compressione) escursione 140mm | Anteriore: forcella rovesciata diametro 45 mm regolabile (precarico molla) escursione 120mm / Posteriore: monobraccio con leveraggio progressivo, monoammortizzatore completamente regolabile (precarico molla e idraulica in estensione e compressione) escursione 140mm | Anteriore: forcella rovesciata diametro 45 mm regolabile (precarico molla) escursione 120mm / Posteriore: monobraccio con leveraggio progressivo, monoammortizzatore completamente regolabile (precarico molla e idraulica in estensione e compressione) escursione 140mm | Anteriore: forcella rovesciata diametro 45 mm regolabile (precarico molla) escursione 120mm / Posteriore: monobraccio con leveraggio progressivo, monoammortizzatore completamente regolabile (precarico molla e idraulica in estensione e compressione) escursione 140mm | Anteriore: forcella rovesciata diametro 45 mm regolabile (precarico molla) escursione 120mm / Posteriore: monobraccio con leveraggio progressivo, monoammortizzatore completamente regolabile (precarico molla e idraulica in estensione e compressione) escursione 140mm |
| Freni                                                                                          | Anteriore: doppio disco flottante in acciaio inox, Ø 320 mm, pinze a 4 pistoncini contrapposti / Posteriore: disco fisso in acciaio inox, Ø 282 mm, pinza flottante a 2 pistoncini paralleli                                                                              | Anteriore: doppio disco flottante in acciaio inox, Ø 320 mm, pinze a 4 pistoncini contrapposti / Posteriore: disco fisso in acciaio inox, Ø 282 mm, pinza flottante a 2 pistoncini paralleli                                                                              | Anteriore: doppio disco flottante in acciaio inox, Ø 320 mm, pinze a 4 pistoncini contrapposti / Posteriore: disco fisso in acciaio inox, Ø 282 mm, pinza flottante a 2 pistoncini paralleli                                                                              | Anteriore: doppio disco flottante in acciaio inox, Ø 320 mm, pinze a 4 pistoncini contrapposti / Posteriore: disco fisso in acciaio inox, Ø 282 mm, pinza flottante a 2 pistoncini paralleli                                                                              | Anteriore: doppio disco flottante in acciaio inox, Ø 320 mm, pinze a 4 pistoncini contrapposti / Posteriore: disco fisso in acciaio inox, Ø 282 mm, pinza flottante a 2 pistoncini paralleli                                                                              |
| Pneumatici                                                                                     | anteriore 120/70 ZR17" - posteriore : 180/55 ZR17" | anteriore 120/70 ZR17" - posteriore : 180/55 ZR17" | anteriore 120/70 ZR17" - posteriore : 180/55 ZR17" | anteriore 120/70 ZR17" - posteriore : 180/55 ZR17" | anteriore 120/70 ZR17" - posteriore : 180/55 ZR17" |
| Altro                                                                                          | | | | | |
| Impianto di scarico                                                                            | in acciaio inox, 2 in 1 catalizzato a tre vie con sonda lambda | in acciaio inox, 2 in 1 catalizzato a tre vie con sonda lambda | in acciaio inox, 2 in 1 catalizzato a tre vie con sonda lambda | in acciaio inox, 2 in 1 catalizzato a tre vie con sonda lambda | in acciaio inox, 2 in 1 catalizzato a tre vie con sonda lambda |
| Omologazione                                                                                   | Euro 3 | Euro 3 | Euro 3 | Euro 3 | Euro 3 |
| Fonte dei dati: http://www.moto.it/listino/moto-guzzi/breva-v-1100-i-e/breva-v-1100-i-e/eBoaHX | | | | | |

| Caratteristiche tecniche - Moto Guzzi Breva 1200                                                                                              | Caratteristiche tecniche - Moto Guzzi Breva 1200 | Caratteristiche tecniche - Moto Guzzi Breva 1200 | Caratteristiche tecniche - Moto Guzzi Breva 1200 | Caratteristiche tecniche - Moto Guzzi Breva 1200 | Caratteristiche tecniche - Moto Guzzi Breva 1200 |
| Dimensioni e pesi | Dimensioni e pesi | Dimensioni e pesi | Dimensioni e pesi | Dimensioni e pesi | Dimensioni e pesi |
| --- | --- | --- | --- | --- | --- |
| Ingombri (lungh.×largh.×alt.) | 2195 × 870 × 1125 mm | 2195 × 870 × 1125 mm | 2195 × 870 × 1125 mm | 2195 × 870 × 1125 mm | 2195 × 870 × 1125 mm |
| Altezze | Sella: 800 mm - Minima da terra: 185 mm | Sella: 800 mm - Minima da terra: 185 mm | Sella: 800 mm - Minima da terra: 185 mm | Sella: 800 mm - Minima da terra: 185 mm | Sella: 800 mm - Minima da terra: 185 mm |
| Interasse: 1495 mm | Interasse: 1495 mm | Massa a vuoto: 236 kg | Massa a vuoto: 236 kg | Serbatoio: 23l (inclusa riserva di 4l | Serbatoio: 23l (inclusa riserva di 4l |
| Meccanica | | | | | |
| Tipo motore: bicilindrico a V di 90°, 4 tempi                                                                                                 | Tipo motore: bicilindrico a V di 90°, 4 tempi | Tipo motore: bicilindrico a V di 90°, 4 tempi | Tipo motore: bicilindrico a V di 90°, 4 tempi | Raffreddamento: aria-olio | Raffreddamento: aria-olio |
| Cilindrata | 1.151 cm³ (Alesaggio 95 × Corsa 81,2 mm) | 1.151 cm³ (Alesaggio 95 × Corsa 81,2 mm) | 1.151 cm³ (Alesaggio 95 × Corsa 81,2 mm) | 1.151 cm³ (Alesaggio 95 × Corsa 81,2 mm) | 1.151 cm³ (Alesaggio 95 × Corsa 81,2 mm) |
| Distribuzione: 2 valvole in testa comandate da aste in lega leggera e bilancieri                                                              | Distribuzione: 2 valvole in testa comandate da aste in lega leggera e bilancieri | Distribuzione: 2 valvole in testa comandate da aste in lega leggera e bilancieri | Alimentazione: iniezione elettronica Magneti Marelli con corpi da 45mm | Alimentazione: iniezione elettronica Magneti Marelli con corpi da 45mm | Alimentazione: iniezione elettronica Magneti Marelli con corpi da 45mm |
| Potenza: 66 kW (90 CV) a 7.800 giri/minuto | Potenza: 66 kW (90 CV) a 7.800 giri/minuto | Coppia: 100 N·m a 5.800 giri/minuto | Coppia: 100 N·m a 5.800 giri/minuto | Rapporto di compressione: 9,8 : 1 | Rapporto di compressione: 9,8 : 1 |
| Frizione: a secco | Frizione: a secco | Frizione: a secco | Cambio: a 6 marce | Cambio: a 6 marce | Cambio: a 6 marce |
| Accensione | digitale IDI con doppia candela | digitale IDI con doppia candela | digitale IDI con doppia candela | digitale IDI con doppia candela | digitale IDI con doppia candela |
| Trasmissione | primaria : a denti elicoidali - finale a cardano reattivo compatto CA.R.C. | primaria : a denti elicoidali - finale a cardano reattivo compatto CA.R.C. | primaria : a denti elicoidali - finale a cardano reattivo compatto CA.R.C. | primaria : a denti elicoidali - finale a cardano reattivo compatto CA.R.C. | primaria : a denti elicoidali - finale a cardano reattivo compatto CA.R.C. |
| Avviamento | elettrico | elettrico | elettrico | elettrico | elettrico |
| Ciclistica | | | | | |
| Telaio | tubolare in acciaio ad alto limite di snervamento | tubolare in acciaio ad alto limite di snervamento | tubolare in acciaio ad alto limite di snervamento | tubolare in acciaio ad alto limite di snervamento | tubolare in acciaio ad alto limite di snervamento |
| Sospensioni | Anteriore: forcella rovesciata diametro 45 mm regolabile (precarico molla) escursione 120mm / Posteriore: monobraccio con leveraggio progressivo, monoammortizzatore completamente regolabile (precarico molla e idraulica in estensione e compressione) escursione 140mm | Anteriore: forcella rovesciata diametro 45 mm regolabile (precarico molla) escursione 120mm / Posteriore: monobraccio con leveraggio progressivo, monoammortizzatore completamente regolabile (precarico molla e idraulica in estensione e compressione) escursione 140mm | Anteriore: forcella rovesciata diametro 45 mm regolabile (precarico molla) escursione 120mm / Posteriore: monobraccio con leveraggio progressivo, monoammortizzatore completamente regolabile (precarico molla e idraulica in estensione e compressione) escursione 140mm | Anteriore: forcella rovesciata diametro 45 mm regolabile (precarico molla) escursione 120mm / Posteriore: monobraccio con leveraggio progressivo, monoammortizzatore completamente regolabile (precarico molla e idraulica in estensione e compressione) escursione 140mm | Anteriore: forcella rovesciata diametro 45 mm regolabile (precarico molla) escursione 120mm / Posteriore: monobraccio con leveraggio progressivo, monoammortizzatore completamente regolabile (precarico molla e idraulica in estensione e compressione) escursione 140mm |
| Freni | Anteriore: doppio disco flottante in acciaio inox, Ø 320 mm, pinze a 4 pistoncini contrapposti / Posteriore: disco fisso in acciaio inox, Ø 282 mm, pinza flottante a 2 pistoncini paralleli                                                                              | Anteriore: doppio disco flottante in acciaio inox, Ø 320 mm, pinze a 4 pistoncini contrapposti / Posteriore: disco fisso in acciaio inox, Ø 282 mm, pinza flottante a 2 pistoncini paralleli                                                                              | Anteriore: doppio disco flottante in acciaio inox, Ø 320 mm, pinze a 4 pistoncini contrapposti / Posteriore: disco fisso in acciaio inox, Ø 282 mm, pinza flottante a 2 pistoncini paralleli                                                                              | Anteriore: doppio disco flottante in acciaio inox, Ø 320 mm, pinze a 4 pistoncini contrapposti / Posteriore: disco fisso in acciaio inox, Ø 282 mm, pinza flottante a 2 pistoncini paralleli                                                                              | Anteriore: doppio disco flottante in acciaio inox, Ø 320 mm, pinze a 4 pistoncini contrapposti / Posteriore: disco fisso in acciaio inox, Ø 282 mm, pinza flottante a 2 pistoncini paralleli                                                                              |
| Pneumatici | anteriore 120/70 ZR17" - posteriore : 180/55 ZR17" | anteriore 120/70 ZR17" - posteriore : 180/55 ZR17" | anteriore 120/70 ZR17" - posteriore : 180/55 ZR17" | anteriore 120/70 ZR17" - posteriore : 180/55 ZR17" | anteriore 120/70 ZR17" - posteriore : 180/55 ZR17" |
| Altro | | | | | |
| Impianto di scarico | in acciaio inox, 2 in 1 catalizzato a tre vie con sonda lambda | in acciaio inox, 2 in 1 catalizzato a tre vie con sonda lambda | in acciaio inox, 2 in 1 catalizzato a tre vie con sonda lambda | in acciaio inox, 2 in 1 catalizzato a tre vie con sonda lambda | in acciaio inox, 2 in 1 catalizzato a tre vie con sonda lambda |
| Omologazione | Euro 3 | Euro 3 | Euro 3 | Euro 3 | Euro 3 |
| Fonte dei dati: http://www.moto.it/listino/moto-guzzi/breva-1200/breva-1200/c6rZws http://www.motofan.it/moto-guzzi/breva-1200/scheda-tecnica | | | | | |